# Copa Italia 1961-62

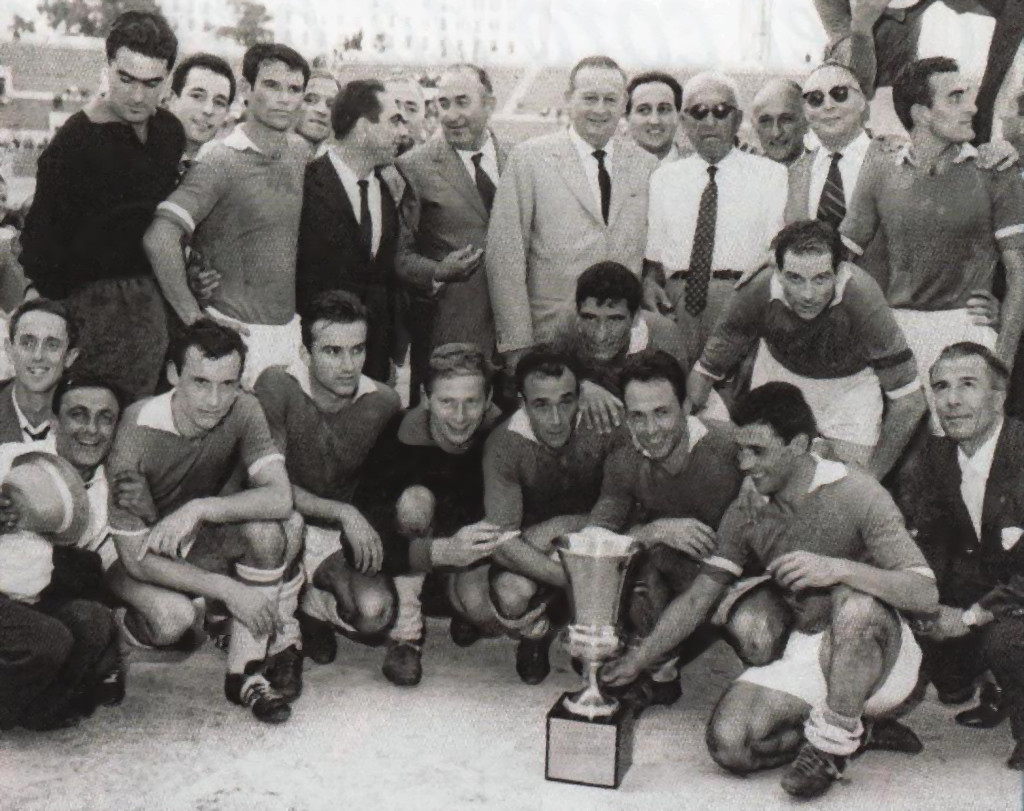
Napoli con la copa tras ganarle la final a Spal

La Copa Italia 1961-62 fue la decimocuarta edición del torneo. El Napoli salió campeón tras vencer al Spal 2 a 1, primer y único equipo de Serie B en conseguir este resultado.

## Primera fase
|                | Resultado       |             |
| -------------- | --------------- | ----------- |
| Brescia        | 3 - 1           | Como        |
| Lazio          | 3 - 1           | Genoa       |
| Messina        | 2 - 1           | Cosenza     |
| Modena         | 2 - 1           | Reggiana    |
| Napoli         | 1 -1 (6 - 5 p)  | Alessandria |
| Parma          | 0 - 1           | Novara      |
| Prato          | 1 - 0           | Lucchese    |
| Sambenedettese | 1 - 1 (3 - 4 p) | Catanzaro   |
| Monza          | 0 - 3           | Bari        |
| Verona         | 2 - 0           | Pro Patria  |

## Segunda fase
|            | Resultado       |           |
| ---------- | --------------- | --------- |
| Verona     | 2 - 2 (5 - 6 p) | Spal      |
| Novara     | 2 - 0           | Udinese   |
| Milan      | 0 - 1           | Modena    |
| Lecco      | 3 - 2           | Bari      |
| Calcio     | 0 - 2           | Brescia   |
| Prato      | 2 - 3           | Juventus  |
| Lazio      | 1 - 0           | Palermo   |
| Napoli     | 0 - 0 (7 - 6 p) | Sampdoria |
| Bologna    | 1 - 1 (6 - 7 p) | Catanzaro |
| Catania    | 1 - 0           | Messina   |
| Fiorentina | 2 - 0           | Atalanta  |
| Mantova    | 1 - 0           | Venezia   |

## Octavos de final
|                | Resultado       |            |
| -------------- | --------------- | ---------- |
| Vicenza        | 1 - 2           | Spal       |
| Inter de Milán | 1 - 2           | Novara     |
| Lecco          | 4 - 1           | Modena     |
| Brescia        | 0 - 1           | Juventus   |
| Roma           | 0 - 0 (6 - 4 p) | Lazio      |
| Torino         | 0 - 2           | Napoli     |
| Catanzaro      | 1 - 0           | Catania    |
| Mantova        | 4 - 1           | Fiorentina |

## Cuartos de final
|          | Resultado |           |
| -------- | --------- | --------- |
| Juventus | 3 - 0     | Lecco     |
| Spal     | 3 - 1     | Novara    |
| Roma     | 0 - 1     | Napoli    |
| Mantova  | 3 - 0     | Catanzaro |

## Semifinal
|        | Resultado |          |
| ------ | --------- | -------- |
| Spal   | 4 - 1     | Juventus |
| Napoli | 2 - 1     | Mantova  |

## Tercer puesto
|         | Resultado |          |
| ------- | --------- | -------- |
| Mantova | 1 - 0     | Juventus |

## Final
|        | Roma, 21.06.1962 |      |
| ------ | ---------------- | ---- |
| Napoli | 2 - 1            | Spal |

### Formaciones
Napoli: Pontel, Molino, Gatti, Girardo, Rivellino, Corelli, Mariani, Ronzon, Tomeazzi, Fraschini, Tacchi. Entrenador: Bruno Pesaola
Spal: Patregnani, Muccini, Olivieri, Gori, Cervato, Riva, Dell'Omodarme, Massei, Mencacci, Micheli, Novelli. Entrenador: Serafino Montanari